# Stenellipsis baloghi
Stenellipsis baloghi är en skalbaggsart som beskrevs av Stefan von Breuning 1978. Stenellipsis baloghi ingår i släktet Stenellipsis och familjen långhorningar. Inga underarter finns listade i Catalogue of Life.